# (190) Ismène
Pour les articles homonymes, voir Ismène (homonymie).
(190) Ismène est un astéroïde de la ceinture principale extérieure qui a été découvert par Christian Peters le 22 septembre 1878. Son nom fait référence Ismène, à la fille d'Œdipe dans la mythologie grecque.

## Compléments